# Estero Popeta
El estero Popeta es un curso natural de agua que nace en el lado oriental de la cordillera de la Costa de la Región Metropolitana de Santiago y fluye con dirección general norte hasta desembocar en la ribera sur del río Maipo.: 342 
(No confundir con la localidad Popeta, en la Región de O'Higgins.)

## Trayecto
Su amplia red dentrítica capta las aguas de los cerros de la costa y comienza su trayecto con el nombre de estero Los Guindos, drenando las laderas de los cerros Colihues (1078 m), Alto del Hueque (1481 m) y otros. Desemboca en el río Maipo cerca de la ciudad de Codegua.

## Caudal y régimen
En la cuenca del estero Popeta no existen estaciones fluviométricas. La representación gráfica del "Promedio caudal medio mensual en las estaciones seleccionadas", esto es las estaciones cercanas a la cuenca, muestran un claro régimen pluvial: 42 

## Historia
Francisco Astaburuaga escribió en 1899 en su obra póstuma Diccionario geográfico de la República de Chile sobre el lugar:
Popeta.-—Fundo del departamento de Melipilla en la sección al sur del río Maipo, situado en la vertiente occidental de la sierra que rodea la laguna de Aculeo. De esa parte nace el riachuelo de su mismo nombre que baja por el fundo y se dirige hacia el NO. á descargar sú corto caudal en la margen izquierda de aquel río junto al caserío de Puro.